# Shima Niavarani
Shima Niavarani, född 7 juli 1985 i Teheran i Iran, är en svensk skådespelare, dramatiker, regissör, sångare och låtskrivare. Hon har framträtt inom film, TV och teater i över 50 produktioner.
Hon slog igenom 19 år gammal med den egna föreställningen Autodidakt i enmansakt på Riksteatern. Hon är bland annat känd för sin roll som Pippi i TV4-serien Boy Machine och för sin roll som Lily i Sjölyckan (fyra säsonger) samt Maiken i Allt faller. Hon gjorde även rollen som Molly i musikallångfilmen En del av mitt hjärta. År 2021 ledde hon finalen i Melodifestivalen tillsammans med Måns Zelmerlöw.
År 2016 blev hon guldbaggenominerad för sin huvudroll i She's wild again tonight. Hon har sommarpratat två gånger: 2012 och 2020.

## Biografi
Shima Niavarani föddes i Irans huvudstad Teheran 1985, mitt under de irakiska bombningarna i Iran–Irak-kriget. Fyra år senare tvingades familjen fly och kom till Sverige via Turkiet och Schweiz. Innan flykten splittrades familjen för att slutligen återförenas  på en flyktingförläggning i Jämtland. De bodde sedan en tid i Örnsköldsvik för att slutligen hamna i Upplands Väsby.
Niavarani är uppvuxen i Upplands Väsby. Hon är syster till Shebly Niavarani, också han skådespelare.

### Scen
Shima Niavarani fick sitt genombrott 19 år gammal med föreställningen Autodidakt i enmansakt för vilken hon stod för manus, regi, medverkan, scenografi, musik, kostym och ljussättning. Hon turnerade med föreställningen i över ett år och för arbetet mottog hon flera priser.
Hon har spelat på teaterscener som Dramaten, Stockholms Stadsteater, Södra Teatern, Radioteatern, Riksteatern med flera. Sedan sin första soloföreställning gick hon över till att främst spela drama på teaterscenen. Hon har vunnit ett flertal priser såsom Bernadotte Art Awards och Stockholm Stads Hederspris för sina teaterroller, bland annat i Jonas Hassen Khemiris "Jag ringer mina bröder" som hon spelade med sin bror Shebly Niavarani, och "Apatiska för nybörjare". Hon har arbetat med Thommy Berggren i uppsättningen Candida. På scen har hon även gjort humorshowen "Stand up for Stockholm" tillsammans med bland andra den brittiske komikern Eddie Izzard.
Under 2007 spelade hon huvudrollen som änkan Queck i Bertolt Brechts Bageriet. För regin stod Lars Rudolfsson. Våren 2008 spelade hon huvudrollen som Hedvig i Göran Tunströms Tjuven som sattes upp av Linus Tunström på Uppsala Stadsteater. Sedan dess har Niavarani spelat flera huvudroller på Uppsala Stadsteater, bland annat Drottning Kristina, Rigoletto och Knutby.
I november 2009 satte hon upp solomusikalen Shima Niavarani är en Übermensch på Södra Teatern som hon skrev, regisserade och gjorde scenografi till. DN:s "På Stan" utnämnde henne till en av 50 Stockholmshjältar i samband med detta. Föreställningen vann tävlingen "Puls på Sverige" som är SVT:s biennal, i samarbete med Dramaten, för nyskapande dramatik. 2010 spelades den på Dramatens stora scen, filmades för SVT och sändes i oktober i SVT2.
År 2016 gjorde hon en show i Globen och Scandinavium med Eddie Izzard. År 2013 fick hon i uppdrag att skriva en show till Jean Paul Gaultier som hon framförde på Arkitektmuseet under hans besök, för vilket han hyllade henne. Hon har även varit konferencier för och skrivit manus till QX-galan vid två tillfällen, 2017 och under 20-årsjubileet 2018.

### Film, TV och radio
Shima Niavarani har även agerat i film och TV. I Dagens Nyheter fick hon utmärkelsen "En av morgondagens filmstjärnor". Tidigt i sin karriär gjorde hon främst indiefilmer som She’s wild again tonight som är löst baserad på Strindbergs Fröken Julie tillsammans med Mando Diao’s Gustaf Norén. Inför Guldbaggegalan 2016 nominerades hon i kategorin Bästa kvinnliga huvudroll för sin insats i filmen. Hon har även nominerats för ett flertal andra filmer, som Esther Martin Bergsmarks Nånting måste gå sönder. 2013 fick hon sitt större publika genombrott med tv-serien Allt faller på TV4 som skrevs av Henrik Schyffert, Jonas Gardell och Johan Rheborg. Där spelade hon Majken, assistent till Rheborgs karaktär, och fick stor uppmärksamhet för sin humoristiska tajming.[källa behövs]
Hon fortsatte som komedienn i rollen som Pippi i Boy Machine för TV4, där hon agerade tillsammans med Henrik Dorsin och Jonas Karlsson med flera. 2019 uppmärksammades hon för sin medverkan i En del av mitt hjärta.
Hon har gjort en rad produktioner med Felix Herngren såsom Sjölyckan, 101-åringen som smet från notan, Enkelstöten och Netflix-produktionen Folk med ångest.
På SVT har hon medverkat i produktioner som SVT:s julkalendrar Storm på Lugna gatan, Selmas saga, Hotell Gyllene Knorren, Tusen år till julafton och dramat Den fjärde mannen regisserad av Kristian Petri. Hon har lett finalen i Melodifestivalen 2021 tillsammans med Måns Zelmerlöv, där hon bland annat gjorde en egenkomponerad tolkning av förra årets vinnarlåt "Move".
Niavarani har medverkat som komiker i Parlamentet och Allsång på Skansen. Hennes humorkaraktärer som kan återfinnas i bland annat P3 Humors "Lilla Al Fadji", "Bröllopsreportern" och "Humorhimlen". Hon har gjort dramatiska radioteaterproduktioner som den suggestiva erotiska versionen av Rödluvan och vargarna av Angela Carter där Niavarani gjorde ett porträtt av Rödluvan.
2012 var hon sommarpratare i Sveriges Radios P1 och hon återkom i den rollen 2020. 2013 var hon med i Filip & Fredriks Nugammalt. År 2015 var hon programvärd i SVT1 i Filmkväll med Shima. År 2020 medverkade hon i realityserien Stjärnorna på slottet på SVT.

### Musik
Som sångerska och låtskrivare har Niavarani uppträtt i flera sammanhang med egenskriven musik i form av solokonserter. Tidigt i karriären uppträdde hon på festivaler som Hultsfred, Arvika och Popaganda. Den 22 juli 2014 deltog hon i Allsång på Skansen och sjöng två låtar. En av dessa var hennes egenskrivna låt "Shimmy Shimmy Shimmy Shine". Hon deltog den 1 mars 2015 i Så ska det låta och har även medverkat i Moraeus med mera. Hon släpper sin musik på eget skivbolag.

### Utmärkelser
Niavarani har fått flera priser för sina skådespelarinsatser, bland andra Årets Humorprestation på Humorpriset 2017 för sin roll som Olive i Bullets over Broadway på Göta Lejon. År 2014 tilldelades hon Bernadotte Art Awards då exil-drottningen Farah Diba från hennes forna hemland delade ut priset till henne. Hon har även tilldelats Stockholms Stads hederspris.
2016 blev hon Guldbaggenominerad i kategorin Bästa kvinnliga huvudroll i filmen She's Wild Again Tonight. Hon har fått ett flertal priser, bland annat Årets Humorprestation på Humorpriset/Barncancergalan i TV4. Hon har även mottagit Nöjesguidens pris och stipendiet till minne av Kim Anderzon.

## Filmografi (i urval)
- 2009 – Kärlekens krigare
- 2009 – Livet i Fagervik (TV-serie)
- 2010 – Shima Niavarani är en Übermensch (TV-serie)
- 2012 – Coacherna (TV-serie)
- 2012 – Livet leker (TV-serie)
- 2013 – Allt faller (TV-serie)
- 2014 – Nånting måste gå sönder
- 2014 – Krakel Spektakel
- 2014 – Den fjärde mannen (TV-serie)
- 2015 – En annan tid Ett annat liv (TV-serie)
- 2015 – Boy Machine (TV-serie)
- 2015 – She’s wild again tonight
- 2015 – Tusen år till julafton (TV-serie) (julkalender)
- 2015 – 30 grader i februari (TV-serie)
- 2016 – Hundraettåringen som smet från notan och försvann
- 2016 – Selmas saga (TV-serie) (julkalender) - Tomtevettingen
- 2017 – Moving Sweden 2060
- 2018–2021 – Sjölyckan (TV-serie)
- 2018 – Sune vs Sune
- 2018 – Storm på Lugna gatan (TV-serie) (julkalender)
- 2019 – Enkelstöten (TV-serie)
- 2020 – Stjärnorna på slottet (TV-serie)
- 2021 – Folk med ångest (TV-serie)
- 2022 – Lily & Morris – Vänner för evigt (röstroll)
- 2025 – Handbok för superhjältar

## Teater

### Roller (ej komplett)
| År      | Roll               | Produktion                                       | Regi             | Teater                                       |
| ------- | ------------------ | ------------------------------------------------ | ---------------- | -------------------------------------------- |
| 2004–06 | Autodidakten       | Autodidakt i enmansakt Shima Niavarani           | Shima Niavarani  | Riksteatern, Södra Teatern                   |
| 2006    | Niobe Queck        | Bageriet Bertolt Brecht                          | Lars Rudolfsson  | Orionteatern                                 |
| 2007    | Flera roller       | Fans Fredrik Strage                              | Stina Oscarson   | Orionteatern                                 |
| 2008–09 | Hedvig             | Tjuven Göran Tunström                            | Linus Tunström   | Uppsala Stadsteater                          |
| 2008    | Gilda              | Rigoletto Verdi                                  | Mellika Melani   | Uppsala Stadsteater                          |
| 2009    | Nina               | Knutby Malin Lagerlöf                            | Eva Dahlman      | Uppsala Stadsteater                          |
| 2009    | Flera roller       | Soundtrack of Your Life Radio Upplands lyssnare  | Linus Tunström   | Uppsala Stadsteater                          |
| 2009    | Kristina           | Queen Kristina Ensemblen m.fl.                   | Farnaz Arbabi    | Uppsala Stadsteater                          |
| 2008-10 | Flera roller       | Shima Niavarani är en Übermensch Shima Niavarani | Shima Niavarani  | Södra Teatern, Dramaten, Uppsala Stadsteater |
| 2012    | Mira               | Tjuvar Dea Loher                                 | Jenny Andreasson | Dramaten                                     |
| 2013    | Migrationsminister | Apatiska för nybörjare Jonas Hassen Khemiri      | Sara Giese       | Stockholms stadsteater                       |
| 2013-14 | Asal               | Jag ringer mina bröder Jonas Hassen Khemiri      | Farnaz Arbabi    | Kulturhuset Stadsteatern                     |
| 2014    | Prosperine Garnett | Candida Bernard Shaw                             | Thommy Berggren  | Kulturhuset Stadsteatern                     |
| 2016    | Olive Neal         | Bullets Over Broadway Woody Allen                | Emma Bucht       | Göta Lejon                                   |